# Procesiones de Gloria de Córdoba
La estaciones de penitencia en Semana Santa no son los únicos actos de culto externo que realizan las cofradías  cordobesas. Las Hermandades de Gloria y algunas penitenciales realizan las procesiones de sus titulares letíficas a lo largo del año, entre los meses de mayo y diciembre.

## Listado de Hermandades de Gloria

#### Hermandad de San Álvaro
Real y Fervorosa Hermandad del Santísimo Cristo y San Álvaro
de Córdoba.
Con sede en el Santuario de Santo Domingo de Guzmán, fue fundada en el año 1552 como resultado de la gran afluencia de devotos al santuario para venerar los restos del beato.
La imagen del Santísimo Cristo de Scala Coeli es un crucificado anónimo del siglo XVI, mientras que la imagen del beato es de finales del XVI o comienzos del XVII. A finales de abril se celebra la romería en honor al patrono de las Hermandades y Cofradías de la Semana Santa, con una ofrenda floral, misa y corta procesión.
La imagen del Cristo preside un viacrucis cuaresmal que va desde el santuario hasta el Monte Calvario.

#### Hermandad de la Cabeza
Real Cofradía de Nuestra Señora de la Cabeza. Muy Ilustre y
Venerable Hermandad de Córdoba.
Está establecida en la  Parroquia de San Francisco y San Eulogio. Tiene precedentes en una hermandad del siglo XVI y en una fundada en 1937 con sede en la  Parroquia del Salvador y Santo Domingo de Silos. La actual es fruto de la refundación en 1989. La imagen de la Virgen es obra del taller de Manuel Cerquera Becerra del año 1948. 
La hermandad participa en la romería del  Real Santuario Basílica de Andújar a finales de abril y realiza su procesión por las calles de  Córdoba el domingo siguiente, llegando hasta la Mezquita-catedral.

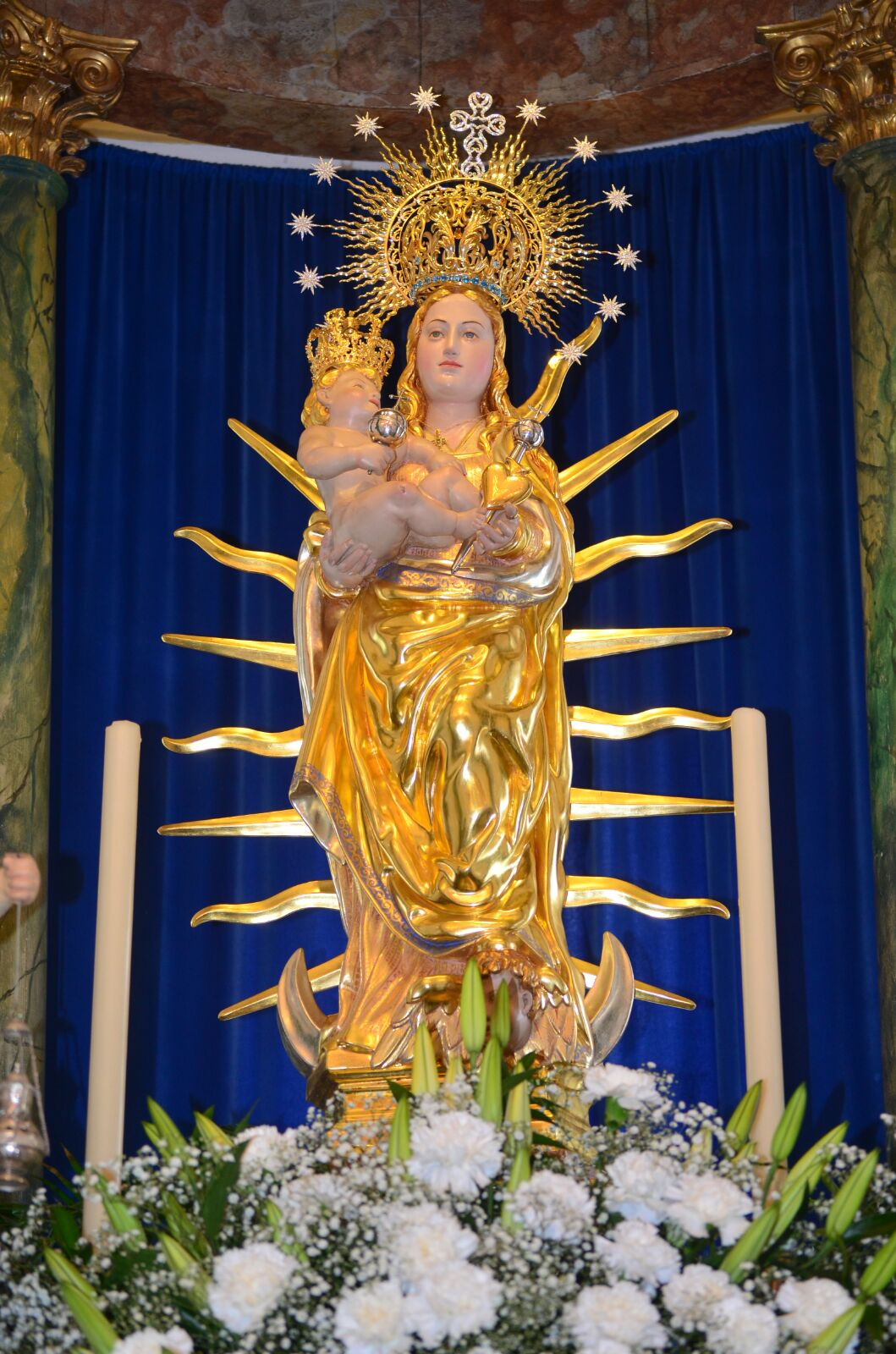
Nuestra Señora de Linares Coronada.

#### Hermandad de Linares
Real Hermandad de Nuestra Señora de la Purísima Concepción de Linares Coronada.
La actual hermandad se funda en el año 1861 en el Santuario de Nuestra Señora de Linares.
La imagen de la Virgen es una talla manierista del siglo XVI. La tradición cuenta que acompañó a Fernando III durante el asedio a la ciudad en el año 1236, por ello es conocida como la Conquistadora. Solo es llevada a Córdoba en ocasiones especiales, como su Coronación Canónica en 2011.
A comienzos de mayo celebra su tradicional romería, mientras que en la semana siguiente celebra una corta procesión acompañada por la Brigada GACA X del Brimz “Guzmán el Bueno”.

#### Hermandad de Araceli
Hermandad de María Santísima de Araceli.
Está establecida en la parroquia de María Santísima de Araceli. Fue fundada en 1948 en la  Parroquia del Salvador y Santo Domingo de Silos y no fue hasta 1975 cuando se trasladó a su actual parroquia.
La imagen es obra de Amadeo Ruiz Olmos, de 1948, la cual realiza su procesión por los alrededores de la parroquia a mediados de mayo.

#### Hermandad de Fátima
Hermandad de Nuestra Señora de Fátima.
Fue fundada en 1981 en la parroquia de la Virgen de Fátima. La imagen es obra del escultor Antonio José Irraiz, del año 2007, que sustituyó a la imagen original de escayola. Su procesión tiene lugar a mediados de mayo por los alrededores de la parroquia.

#### Hermandad del Rocío
Ilustre y Fervorosa Hermandad de Nuestra Señora del Rocío de
Córdoba.
Su sede es la  Iglesia Conventual de San Pablo. Su fundación tuvo lugar en el Convento del Santo Ángel en 1930, para después refundarse en 1978 en   San Basilio, pasando en 1995 a  San Pedro de Alcántara y, finalmente, a su actual sede en 2012.
Participa en la tradicional romería de  Nuestra Señora del Rocío de Almonte, siendo su Simpecado una obra bordada por las Hermanas Adoratrices y presidida por una pintura de Julio Romero de Torres. La carreta se encuentra en proceso de ejecución.

#### Archicofradía de María Auxiliadora
Archicofradía de María Auxiliadora Coronada.
Su sede es el Santuario de María Auxiliadora. El origen de la devoción a María Auxiliadora se sitúa en la edificación de la primera iglesia andaluza bajo su advocación, en el año 1908. Su asociación, erigida en esta iglesia en 1913, está agregada a la Archicofradía primaria de Turín fundada por San Juan Bosco.
La imagen es obra de los Talleres Salesianos de Barcelona-Sarriá, reformada posteriormente por Juan Martínez Cerrillo. Recibió la Coronación Canónica en el año 2009.
La procesión tiene lugar por el barrio de San Lorenzo en el día de su festividad, a finales de mayo.

#### Asociación de la Salud
Asociación de Caballeros y Damas de Nuestra Señora de la Salud.
Establecida en la ermita de Nuestra Señora de la Salud. Da culto a la imagen de la Virgen de la Salud, hallada en un pozo en el año 1665, en torno a la cual se celebra la Feria de Mayo.
Con el paso de los siglos la devoción a la imagen fue decayendo, causando el cierre de su ermita. El Cabildo de la catedral recuperó la ermita en 2009, hasta entonces la imagen permaneció en la mezquita-catedral.
En honor de Nuestra Señora de la Salud, la asociación celebra el día 25 de mayo una solemne misa y una posterior procesión de carruajes hasta el recinto ferial, portando el estandarte de la Virgen. 

#### Hermandad del Carmen de San Cayetano
Real, Muy Ilustre, Antigua, Centenaria y Venerable Archicofradía de Nuestra Señora del Carmen Coronada, Milagroso Niño Jesús de Praga y Santa Teresa de Jesús.
Su sede se encuentra en la  Iglesia Conventual de San José (San Cayetano) y su fundación se remonta al año 1586.
Nuestra Señora del Carmen es una obra atribuida a Alonso Gómez de Sandoval, hacia 1735; el Milagroso Niño Jesús de Praga es de la escuela valenciana, de 1898; mientras que Santa Teresa de Jesús fue realizada por Daniel Howe en 1761.
El Niño Jesús de Praga procesiona a mediados de mayo. Por otro lado, la imagen de la Virgen del Carmen, conocida como la Emperatriz de Córdoba, procesiona acompañada de Santa Teresa en su festividad, el 16 de julio.
La imagen de Nuestra Señora del Carmen fue coronada canónicamente en 2012.

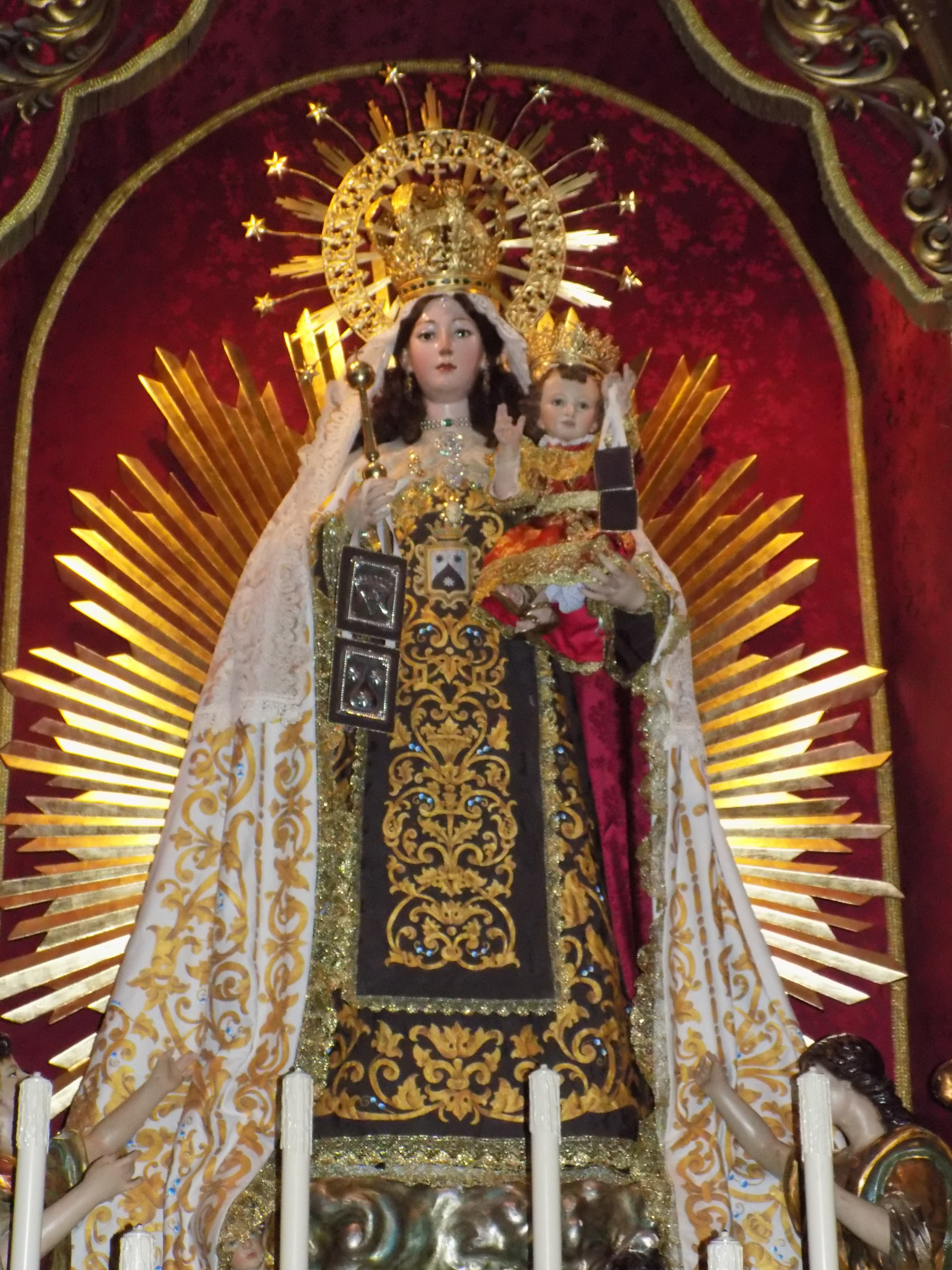
Nuestra Señora del Carmen de Puerta Nueva.

#### Hermandad del Carmen de Puerta Nueva
Hermandad de Nuestra Señora del Carmen, Santo Escapulario, Ánimas Benditas del Purgatorio y San Simón Stock. Venerable Orden Tercera del Carmen.
Su sede es la parroquia de Nuestra Señora del Carmen de  Puerta Nueva. La actual hermandad, que fue aprobada en 2016, tiene su germen en una del siglo XVI. La devoción y procesión de la imagen se mantuvieron a pesar de la ausencia de una hermandad propia.
Nuestra Señora del Carmen es una imagen anónima del siglo XVII que procesiona el día 16 de julio.

#### Hermandad del Tránsito
Antigua y Primitiva Hermandad de Nuestra Señora del Tránsito.
Establecida en la Parroquia de Nuestra Señora de la Paz, del barrio de San Basilio. Se desconoce la fecha de su fundación, aunque se tiene constancia de que a fecha de 1864 ya realizaba su procesión. Desde entonces ha salido de forma ininterrumpida, salvo bajo circunstancias especiales que lo impidieran.
La imagen de Nuestra Señora del Tránsito es una obra atribuida a Alonso Gómez de Sandoval, del siglo XVIII, que procesiona en la tarde del 15 de agosto hasta la mezquita-catedral.
Es conocida popularmente como la Virgen de Acá, para diferenciarla de Nuestra Señora del Tránsito de San Agustín.

#### Hermandad de Villaviciosa
Centenaria, Piadosa, Ilustre y Primitiva Hermandad de Nuestra Señora de Villaviciosa, Patrona de Enfermería, y Beato Cristóbal de Santa Catalina.
Su sede es la  Parroquia de San Lorenzo Mártir, aunque la imagen primitiva preside la capilla Mayor de la mezquita-catedral. Fue fundada en 1479, trasladándose en 1598 a la ermita de San Juan de Letrán. El regreso a su sede tuvo lugar en 1974.
La imagen original, de pequeñas dimensiones, es una obra anónima del siglo XVI que se había conservado en el interior de la actual imagen. Fue recuperada para el culto en 2019, tras un proceso de restauración. A mediados de septiembre procesiona la imagen vicaria de Nuestra Señora de Villaviciosa, realizada por Antonio Rubio Moreno en 1961. En ocasiones la imagen tallada es recubierta por un manto.
En 2012 fue nombrada como Patrona del Colegio Oficial de Enfermería de Córdoba.

#### Redil de la Divina Pastora
Redil Eucarístico de la Divina Pastora y Antigua Hermandad de Nuestra Señora de la Esperanza en el Santo Celo de las Almas y Beato Fray Diego José de Cádiz.
Está establecido en la iglesia conventual del Santo Ángel. Tras un periodo de decaimiento, el Redil es reorganizado en el año 2018, gracias al impulso de Fray Ricardo de Córdoba. La imagen es una obra anónima del siglo XVIII, que procesiona a finales de septiembre sobre un paso tallado y dorado.
En 2018 fue reconocida como Patrona de la Asociación Belenista de Córdoba.

#### Hermandad del Socorro
Ilustre, Centenaria y Fervorosa Hermandad de Nuestra Señora del Socorro Coronada.
Fue fundada en 1677 en la ermita de Nuestra Señora del Socorro, estando destinada en sus inicios al rezo del Santo Rosario.
Nuestra Señora del Socorro es una obra anónima del siglo XVIII que procesiona bajo baldaquino el último domingo de septiembre. Recibe los títulos de alcaldesa perpetua de Córdoba, patrona del mercado y plaza de la Corredera y patrona de los Informadores Técnicos Sanitarios. Su Coronación Canónica tuvo lugar en 2003.

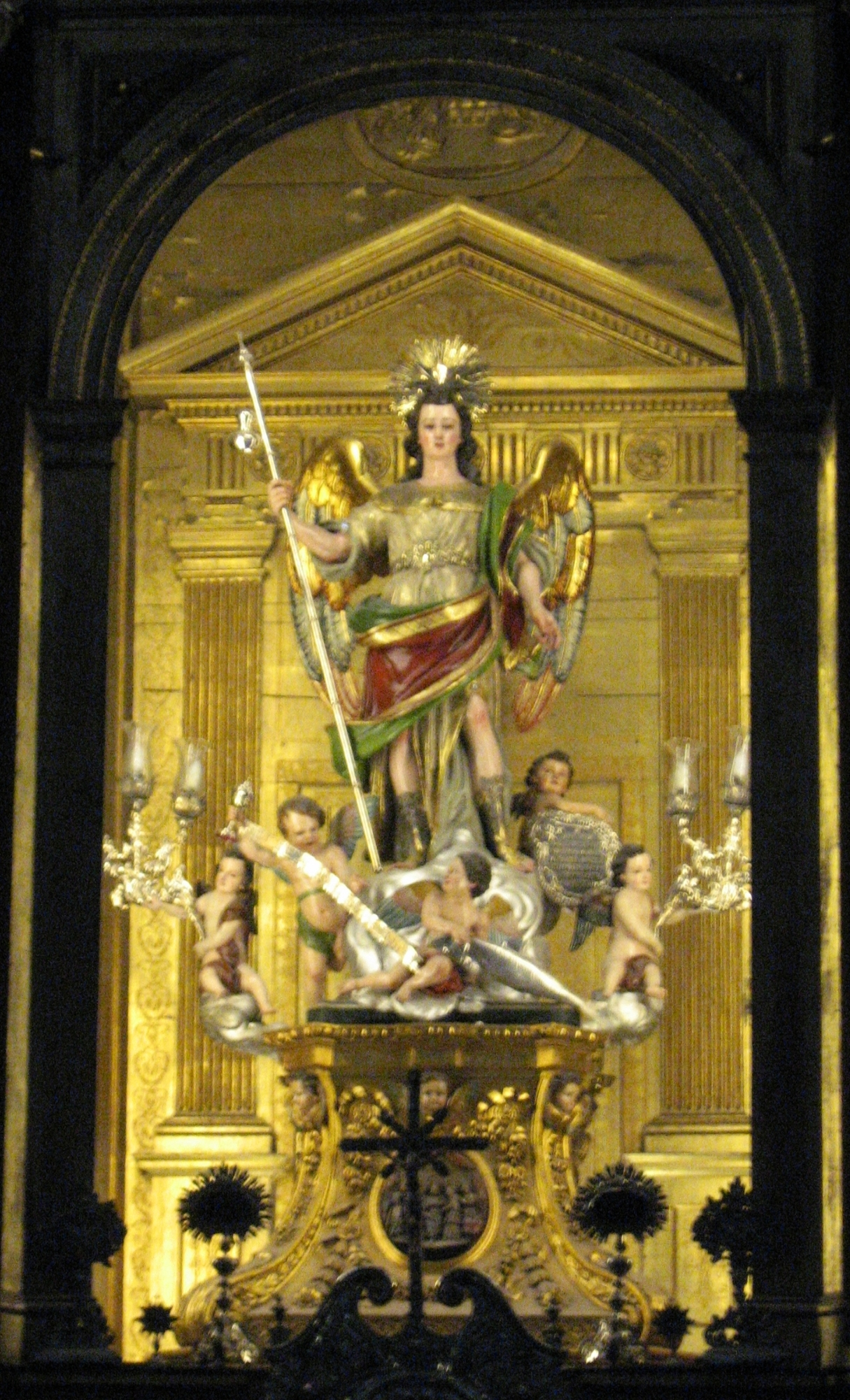
San Rafael Arcángel.

#### Hermandad de San Rafael
Ilustre Hermandad del Arcángel San Rafael, Custodio de Córdoba.
Fue fundada en el año 1655 y su sede es la  Basílica Menor del Juramento de San Rafael.  La imagen del  Arcángel fue realizada en 1795 por el escultor Alonso Gómez de Sandoval. Ostenta el título de Custodio de Córdoba, por el juramento que realizó al Padre Roelas en 1578; y regidor perpetuo de la ciudad. Su fiesta principal se celebra el día 24 de octubre.
La hermandad está inmersa en la realización de un paso, pues desde 2022 realiza su procesión ordinaria el día 7 de mayo, día del Juramento. Hasta entonces la imagen solo había procesionado en ocasiones extraordinarias, siendo las dos últimas en 2012, por el Año de la Fe; y en 2019, por el Año Jubilar del Sagrado Corazón.

#### Grupo de Devotos de los Remedios
Grupo de Devotos de Nuestra Señora de los Remedios.
En 2020 surge en la  Parroquia de San Lorenzo Mártir un grupo de devotos con la intención de dar culto a la patrona de la feligresía. La imagen de Nuestra Señora de los Remedios es una obra de autor anónimo que goza de gran devoción, como es posible comprobar los martes y 13 en sus tradicionales besamanos. La imagen solo procesiona de forma extraordinaria, la última en mayo de 2017.

## Otras procesiones de Gloria
Algunas hermandades de penitencia cuentan entre sus titulares con santos e imágenes letíficas que realizan una procesión independiente a la estación de penitencia. A su vez, la Agrupación de Cofradías también realiza procesiones en ciertas festividades. Estas son:

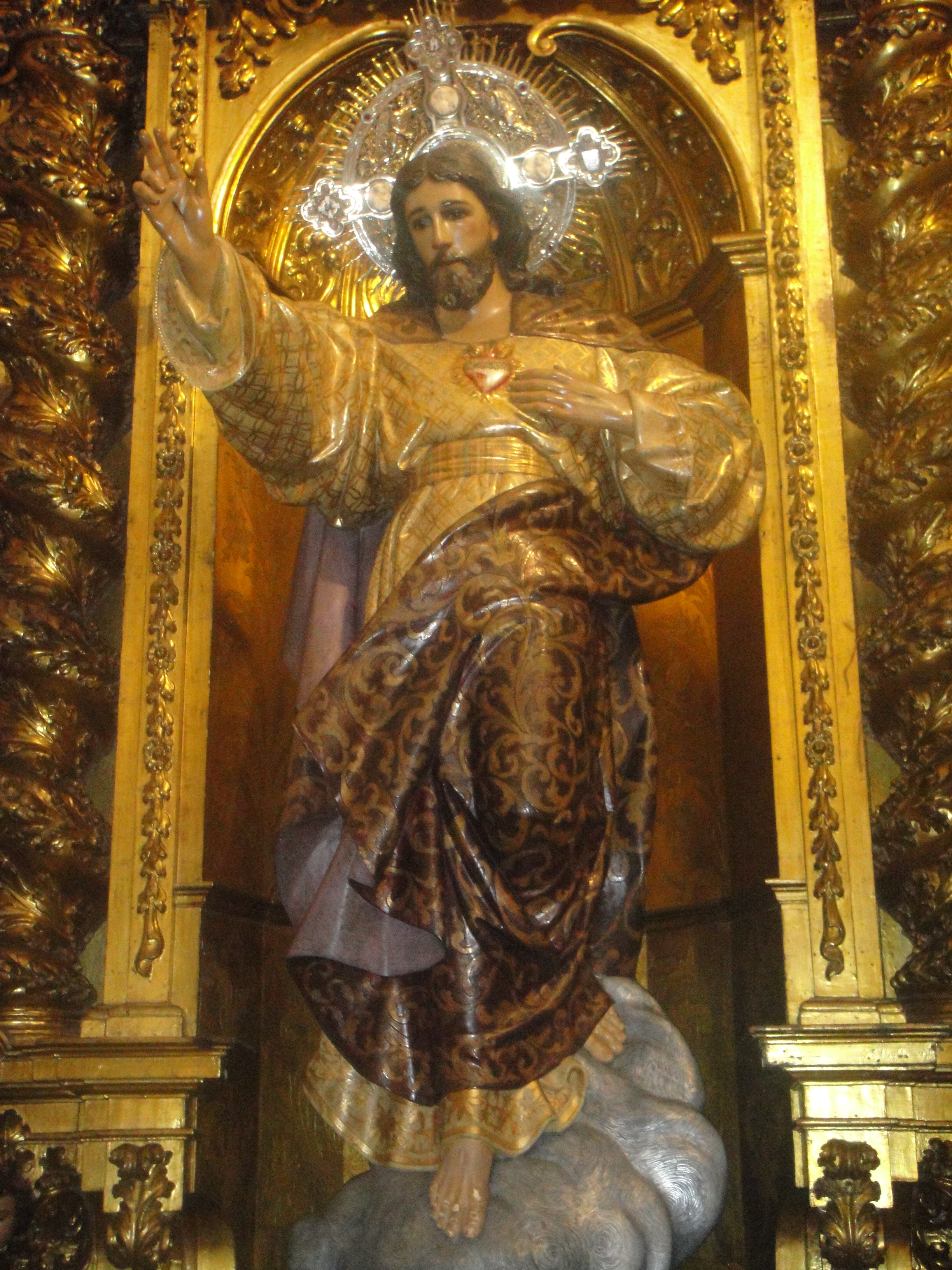
Sagrado Corazón de Jesús de San Hipólito.

#### Procesión del Sagrado Corazón
Desde la  Real Colegiata de San Hipólito tiene lugar la tradicional procesión de la imagen del Sagrado Corazón de Jesús en su festividad, la cual está organizada por el Apostolado de la Oración. La imagen procesiona entronizada en un paso dorado portado a ruedas y carece de hermandad propia. La devoción llegó a Córdoba de la mano de los jesuitas en 1878.

#### Procesión de San Lorenzo
Ilustre, Piadosa y Secular Hermandad de Penitencia y Cofradía de Nazarenos de Nuestro Padre Jesús del Calvario, Nuestra Señora del Mayor Dolor y San Lorenzo Mártir.  Parroquia de San Lorenzo Mártir.
Desde 2017 celebra la procesión del titular de la parroquia, San Lorenzo Mártir, el 10 de agosto. En 2019 adquiere un paso en Granada, realizando nuevas cartelas con la iconografía de la parroquia: atributos del santo, Nuestra Señora de los Remedios y San Rafael Arcángel.

#### Procesión de la Fuensanta
La devoción a  Nuestra Señora de la Fuensanta Coronada se remonta al hallazgo de una imagen mariana en el año 1442 y a la edificación de un  Santuario en dicho lugar. La imagen actual de terracota policromada está atribuida al círculo del escultor Lorenzo Mercadante, aunque ha sufrido diversas restauraciones tras la ocupación francesa de la ciudad, cuando la imagen se fracturó en tres partes; o el incendio de la  Parroquia de Santiago, siendo intervenida por Martínez Cerrillo.
La imagen ostenta el título de Patrona de la ciudad y de la Agrupación de Hermandades y Cofradías. Fue coronada canónicamente en el año 1994.
Varias hermandades han dado culto a la Virgen de la Fuensanta, no llegando ninguna hasta nuestros días. En la actualidad es la Agrupación de Cofradías organiza la procesión en la víspera de su festividad. El día 7 de septiembre la imagen parte desde la mezquita-catedral hasta su santuario, sobre un paso culminado en 2020. En ocasiones la imagen porta un manto bordado.

#### Procesión del Rayo
Primitiva y Muy Antigua Hermandad del Santísimo Cristo del Descendimiento, María Santísima del Refugio, Nuestra Señora de los Dolores y del Rayo, San Juan Evangelista y Nuestra Señora del Buen Fin. Parroquia de San José y Espíritu Santo.
Nuestra Señora de los Dolores y del Rayo es una obra anónima de finales del siglo XVI y principios del XVII. Es la Devoción Mariana del Campo de la Verdad, su  hermandad se fusionó con la   Hermandad del Descendimiento  en 2019.

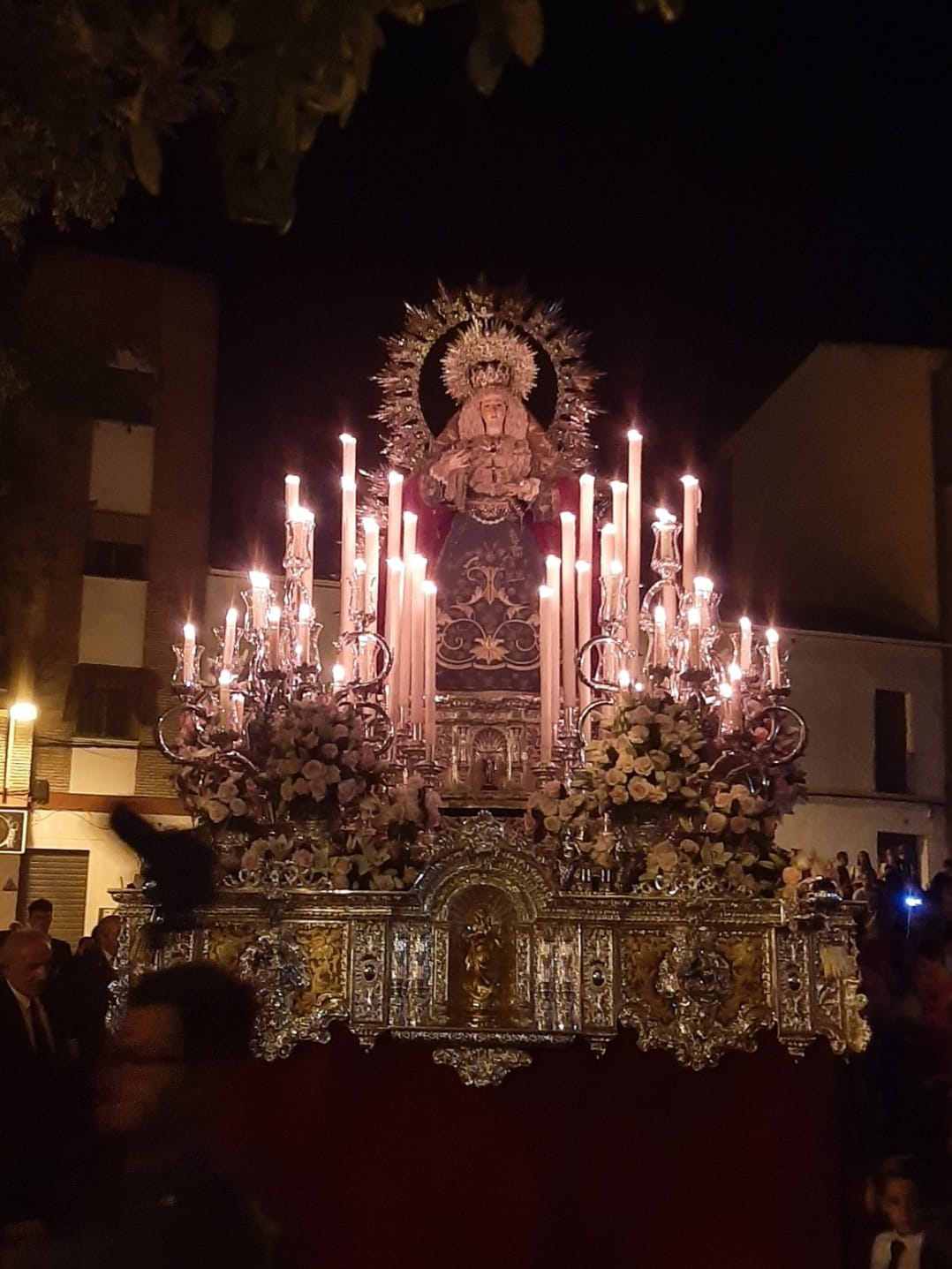
Nuestra Señora de los Dolores y el Rayo.

#### Procesión de la Reina de los Ángeles
Hermandad Sacramental, Seráfica y Cisterciense de Capataces y Costaleros de la Santa Cruz y Cofradía de Nazarenos del Santísimo Cristo de la Conversión, Nuestro Padre Jesús de la Sangre Despreciado por el Pueblo, Nuestra Señora Reina de los Ángeles en sus Misterios Gozosos y Dolorosos y San Juan Evangelista.. Iglesia Conventual del Santo Ángel - Capuchinos.

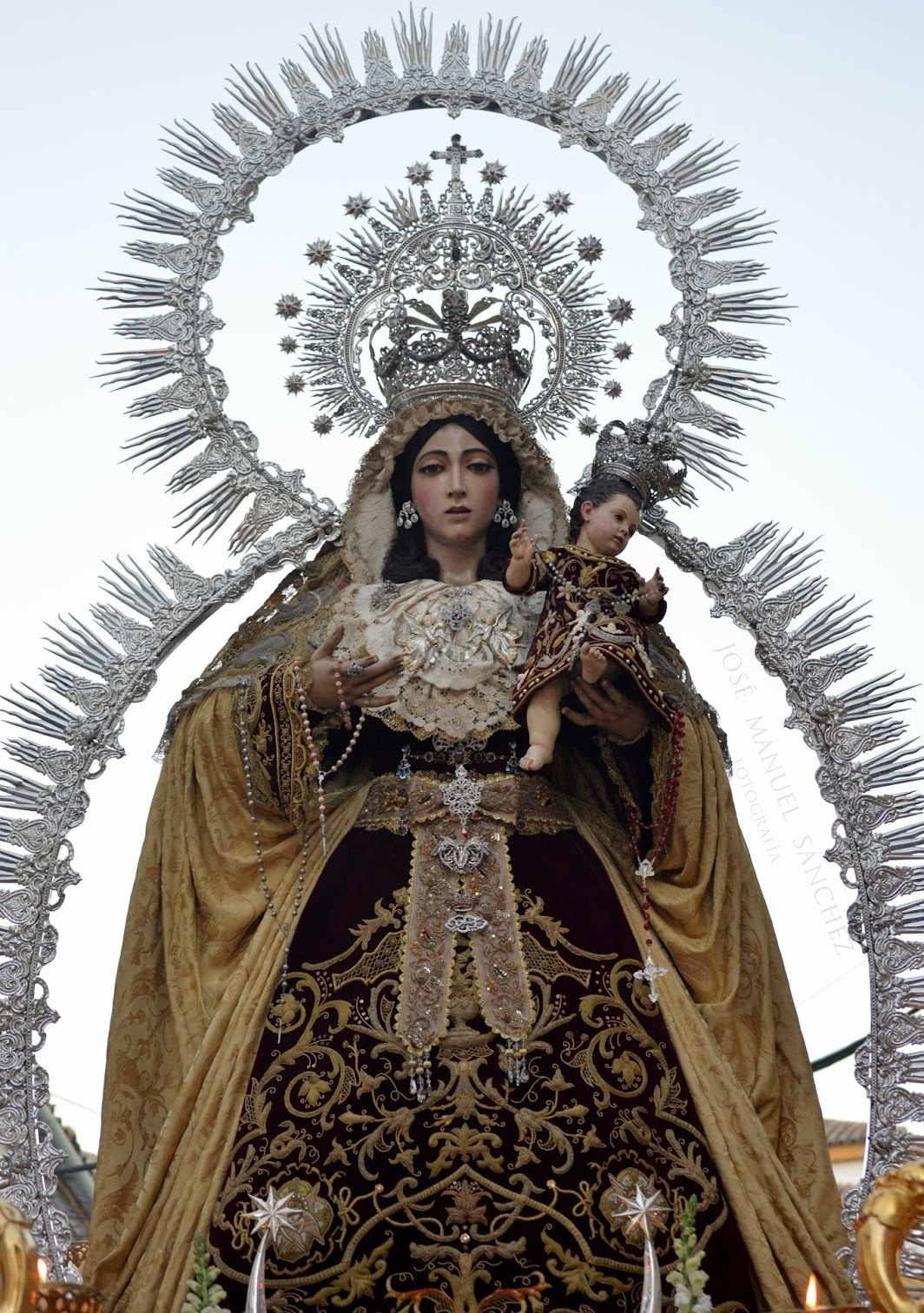
Reina de los Ángeles en sus Misterios Gozosos.

Nuestra Señora Reina de los Ángeles en sus Misterios Gozosos es una obra de Antonio Eslava en 1978. Se trata de la primera dolorosa de la cofradía, trasformada posteriormente en imagen letífica. Procesiona en mayo desde 2005. En 2025 la hermandad acuerda trasladar la procesión a septiembre y realizarla cada cinco años.

#### Procesión del Rosario
Hermandad y Cofradía de Nazarenos del Santísimo Cristo de la Oración y la Caridad, María Santísima de Salud y Consuelo y Nuestra Señora del Rosario. Iglesia de Nuestra Señora del Rosario.
Desde sus comienzos da culto a la imagen de Nuestra Señora del Rosario, procesiona en su festividad, en octubre. Es una obra de José Larrea Echaniz de la década de los 40.

#### Procesión de la Pastora de la Vera Cruz
Piadosa Hermandad Sacramental del Buen Pastor y de la Inmaculada Concepción y Muy Antigua, Siempre Ilustre y Venerable, Pontificia, Real, Fervorosa, Humilde y Seráfica Archicofradía de la Santa Vera Cruz, Nuestro Señor de los Reyes, María Santísima del Dulce Nombre en sus Dolores Gloriosos y Divina Pastora de las Almas.  Parroquia de San José y Espíritu Santo.
La Divina Pastora de las Almas fue realizada Miguel Ángel González Jurado en 1995 para la Hermandad Filial de Colegiales fundada algunos años antes. Desde entonces procesiona a finales de octubre.

#### Procesión del Amparo
Hermandad y Cofradía de Nuestro Padre Jesús de la Oración en el Huerto, Señor Amarrado a la Columna, María Santísima de la Candelaria, Nuestra Señora del Amparo y San Eloy Obispo.  Parroquia de San Francisco y San Eulogio.
Nuestra Señora del Amparo es una imagen realizada por José Antonio Navarro Arteaga en 2006 a partir de los restos de la primitiva titular. Procesiona en la tarde del 1 de noviembre.

#### Procesión de la Inmaculada Concepción
Con motivo de la celebración de la Vigilia Diocesana de la Inmaculada se celebra una procesión que parte desde la parroquia de San Francisco y San Eulogio y llega a la mezquita-catedral. Está organizada por la Delegación de Juventud y la Pastoral Vocacional con la colaboración de la Vocalía de Juventud de la Agrupación de Hermandades y Cofradías. 
La Inmaculada Concepción es una obra anónima granadina realizada en el año 1660 y restaurada en 2015 por Manuel Ángel González Aranda y Francisco Gracia.

#### Procesión del Niño Jesús de la Compañía
Hermandad de la Inmaculada Concepción y Muy Antigua Cofradía de Nazarenos de Nuestro Señor Jesucristo del Santo Sepulcro y Nuestra Señora del Desconsuelo en su Soledad.  Parroquia del Salvador y Santo Domingo de Silos. 
La hermandad, junto con el colegio de la Inmaculada y la Fundación Diocesana Santos Mártires, organiza la procesión en la festividad del Santo Nombre de Jesús, el día 2 de enero. El paso fue realizado en 2018 por Juan Pérez Sánchez y Jorge Domínguez Conde, con un diseño clásico y renacentista. Presenta un programa iconográfico relacionado con el Adviento con lienzos de Miguel A. Arroyo González.

#### Barriadas periféricas
La Hermandad de Nuestra Señora de los Ángeles rinde culto a la Patrona de la barriada de Alcolea y realiza su procesión a comienzos de agosto.

#### Colegios
Es habitual que algunos colegios realicen pequeñas procesiones en fechas concretas. Tres de ellos destacan por llevar a cabo procesiones con imágenes de gran formato y por el arraigo de estas.
- San Juan Bautista de la Salle procesiona por el barrio del Brillante sobre un paso tallado y dorado a comienzos de mayo.

- La procesión infantil y juvenil de la Divina Pastora por las calles cercanas al colegio Divina Pastora a principios de mayo.

- Nuestra Señora de la Medalla Milagrosa realiza su procesión anual a finales de noviembre, transitando por las calles del centro de Córdoba.